# Cladorhiza mani
Cladorhiza mani är en svampdjursart som beskrevs av Koltun 1964. Cladorhiza mani ingår i släktet Cladorhiza och familjen Cladorhizidae. Inga underarter finns listade i Catalogue of Life.